# Psych folk
Psych Folk, psychedelic folk, folk progressivo, ou ainda freak folk, é um estilo de música que mistura influencias do folk dos anos 60, como Vashti Bunyan; e, psicodélicas, como Donovan e The Incredible String Band. Geralmente emprega instrumentos acústicos. Exemplos de artistas influenciados ou relacionados ao estilo são: Devendra Banhart, Joanna Newsom, Iron & Wine, CocoRosie e Grizzly Bear, dentre outros.

## História

### Década de 1960
O primeiro uso do termo "folk psicodélico" é creditado ao grupo de folk The Holy Modal Rounders, de Nova Iorque, em sua versão de 1964 da canção "Hesitation Blues" do músico de blues "Lead Belly". A influencia da música psicodélica se espalhou rapidamente nas cenas populares da costa leste e oeste dos EUA, em meados da década de 1960. San Francisco produziu bandas como Kaliedoscope, It's a Beautiful Day, Peanut Butter Conspiracy e H. P. Lovecraft.. Do Greenwich Village, New York, veio o grupo "Cat Mother & the All Night Newsboys"; e da Flórida a banda Pearls Before Swine. Muitos destes grupos de folk psicodélico seguiram o movimento do folk rock do The Byrds, de 1965, que teve como resultado, mais amplamente lembrado, o surgimento de bandas como Grateful Dead, Jefferson Airplane e Quicksilver Messenger Service.
Em meados da década de 1960, em parte como resultado da invasão britânica, esta tendência decorreu em paralelo nos Estados Unidos e na Grã-Bretanha como parte do diálogo das cenas de folk rock, folk e rock. Artistas de folk que foram particularmente significativos na Europa, incluem o escocês Donovan, que combinou influências de artistas americanos como Bob Dylan, com referências à flower power, e os Incredible String Band, que a partir de 1967 incorporaram uma série de influências em suas músicas acústicas, melodias medievais e instrumentos orientais. Houve um breve florescimento de britânicos e irlandeses no progressive folk nos anos 1960 e início dos anos 1970, com grupos como Third Ear Band e Quintessence, e outros, seguindo o estilo musical do leste indiano, mais abstrato, como Comus, Dando Shaft, Trees, Spirogyra, Forest, e Jan Dukes De Grey.

### Década de 1970
No início dos anos 1970 a psicodelia começou a sair de moda e os grupos folclóricos que já não tivessem mudado seu estilo acabaram desmantelados. Os grupos de folk britânicos também seguiram a tendência de se eletrizar (abandonar os instrumentos acústicos), como fez duo acústico Tyrannosaurus Rex que se tornou o grupo elétrico T. Rex. Esta foi a continuação de um processo pelo qual o folk progressivo teve um impacto considerável no rock mainstream. Outros, provavelmente influenciados, foram os pioneiro do folk elétrico Fairport Convention em 1969, que mudaram seu estilo para um material mais tradicional, em uma categoria que inclui bandas como Dando Shaft, Amazing Blondel, e Jack the Lad, uma ramificação do grupo de folk progressivo Lindisfarne. Um exemplo de banda que se mantive firme na fronteira entre o folk progressivo e rock progressivo foi a de curta duração (e, recentemente reunida) Comus, o grupo que obteve mais sucesso, com seu som renascentista, que combinou folk e rock com elementos clássicos.

### Década de 2000
Inicialmente apelidado de "freak folk", que parecia uma tendência do momento, um par de anos atrás, quando dois artistas da Califórnia, Joanna Newsom e Devendra Banhart, atraiam a atenção com álbuns elaborados em grande parte de forma acústica e inspirados na música dos anos 1960.
Um dos defensores da cena é Chris Robinson, vocalista e líder do The Black Crowes.
| “ | "Para mim, o conjunto de artistas envolvidos no chamado revival psych folk serve como um lembrete de que, no pântano das empresas da indústria da música estéril de hoje, existem artistas sem medo, confiantes e talentosos o suficiente para florescer criativamente em um ambiente caseiro." | ” |

Os novos artistas deste gênero tem sido relacionados a uma cena musical muitas vezes chamada de "New Weird America". O termo é geralmente creditado a David Keenan na edição de Agosto de 2003 da revista inglesa The Wire, após a Brattleboro Free Folk Festival, organizado por Matt Valentine e Ron J. Schneiderman. É um jogo de palavras com a expressão "Old Weird America" ("Velha esquisita América") de Greil Marcus, usado em seu livro "Invisible Republic", que trata da linhagem de artistas folk americanos da era pré-Segunda Guerra Mundial, como aqueles que aparecem na antologia "Anthology of American Folk Music" reunida pelo pesquisador Harry Everett Smith, até outros dos anos 1960, como Bob Dylan.

## Lista de artistas de psych folk
- Syd Barrett
- The Incredible String Band
- Animal Collective
- Alela Diane
- Ariel Pink
- Bermuda Triangle Band
- Daniel Candiotta
- Devendra Banhart
- Black Mountain
- Brightblack Morning Light
- Castanets
- Citay
- CocoRosie
- Comets on Fire
- Deadboy & the Elephantmen
- Dr. Strangely Strange
- Fresh Maggots
- The Gris Gris
- Grizzly Bear
- Hala Strana
- The Holy Modal Rounders
- Honus Floyd
- A Hawk and a Hacksaw
- Amy Jo Johnson
- The Legendary Pink Dots
- Lilys
- Mellow Candle
- Joanna Newsom
- Oranger
- Outrageous Cherry
- Panda Bear
- Pearls Before Swine
- Plasticland
- Prince Rama of Ayodhya
- Scorched Earth
- The Skygreen Leopards
- The Ideal Kings
- Vetiver